# Клод, Жорж
Жорж Клод (фр. Georges Claude) — французский инженер-химик и изобретатель.
Активно работал над сжижением газов, изучением и популяризацией неонового освещения, экспериментами над получением энергии за счет выкачивания холодной воды с морских глубин.

## Биография
Родился 24 сентября, 1870-го года, в Париже, Франция. Окончил Высшую школу промышленной физики и химии в Париже .
Систему сжижения воздуха Клод разработал в 1902-м, его изобретение позволило получать в промышленных масштабах сжиженный кислород, азот и аргон.
В середине 1902 года основал компанию по производству технических газов Air Liquide, которая существует до сих пор.
В декабре 1910 года Жорж Клод сделал первую газоразрядную лампу, заполненную неоном.
В 1911 году, 9 ноября, Клод запатентовал неоновую рекламу. В 1920-х годах Жорж Клод первым предложил усовершенствовать лампы накаливания, заменив аргон криптоном, что должно было снизить тепловые потери, а экспериментально эту идею первым проверил Имре Бродь.
В 1930 году построил первую работающую установку по получению электроэнергии из океана на Кубе мощностью 22 кВт.
Клод Жорж был активным сторонником марионеточного правительства Виши.
Клод успел опубликовать серию работ, поддерживавших коллаборационизм и войти в один из коллаборационистских комитетов в 1940 году.
В 1944-м, после освобождения Франции, Клод предстал перед судом. Ученого исключили из Французской Академии наук, обвинения в пропаганде вишистов были признаны обоснованными. Клод был приговорен к пожизненному заключению, но в 1950 году его освободили.
Французский химик Жорж Клод умер в 1960 году, в Париже.